# Impression, soleil levant

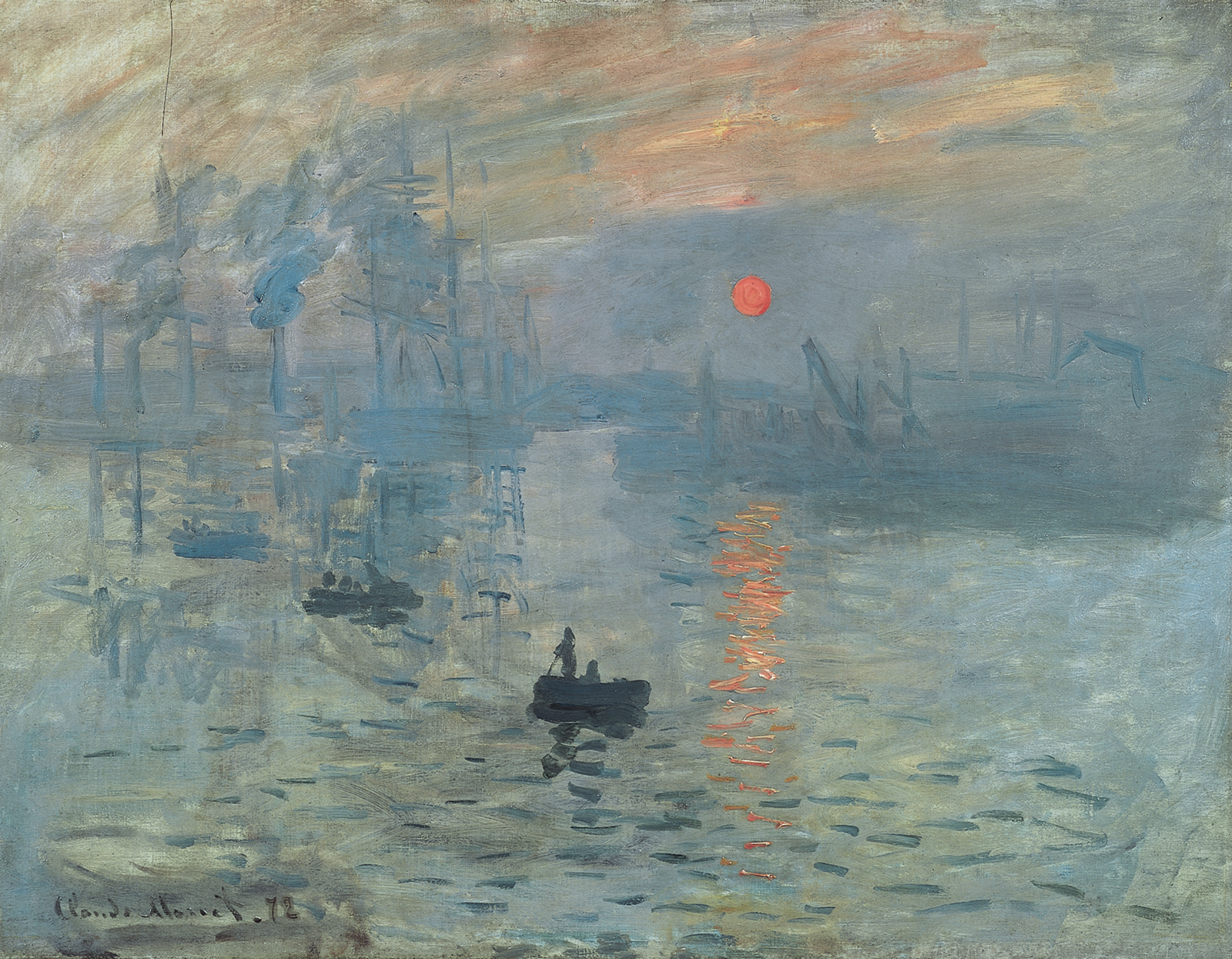
Claude Monet - Impression, soleil levant (1872) - Musée Marmottan, Paris

Impression, soleil levant este o celebră pictură a lui Claude Monet, de la care provine numele mișcării impresioniste.

## Descriere
Avem o imagine matinală a portului Le Havre. În plan îndepărtat sunt vase ancorate, ascunse în ceață. În plan apropiat plutesc trei bărci, mai mult schițate. În tot acest ansamblu estompat apare clar lumina soarelui răsărind, reflectată de luciul apei.

## Istoric
30 de artiști, printre care Monet, Pissarro, Renoir, Cézanne, Degas, Sisley și-au expus lucrările, timp de o lună, începând cu 15 aprilie 1871, la Salon de Paris.
Cei mai mulți vizitatori s-au arătat indignați în fața acestor lucrări care păreau a fi doar simple schițe. Cel mai mare scandal a stârnit pictura lui Monet.
Mai mult, criticul Louis Leroy, arătându-se ostil noii tendințe în artă, a considerat lucrările lui Monet ca fiind mai degrabă "impresii" și nu lucrări de artă complet elaborate.
În 1876, cu ocazia unei alte expoziții, pictorii mai sus menționați folosesc deja termenul de "impresionist" pentru a se descrie.

## Lucrări asemănătoare

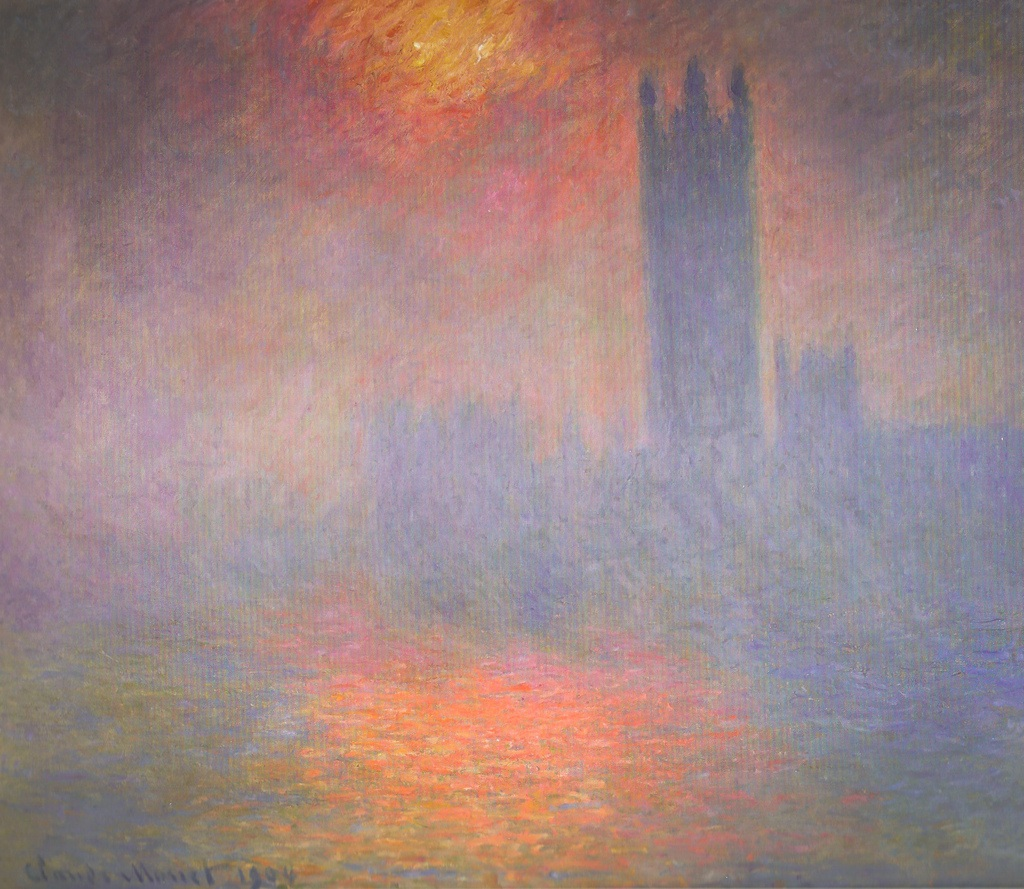
Parlamentul din Londra, 1904
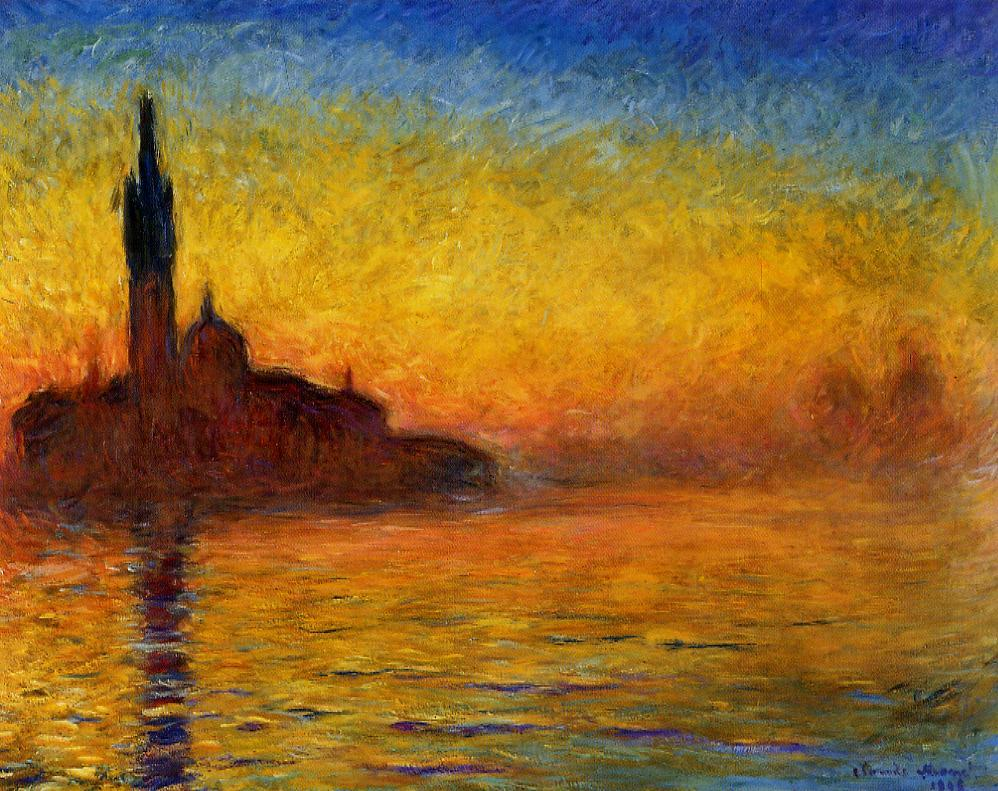
Amurg în Veneţia, 1908
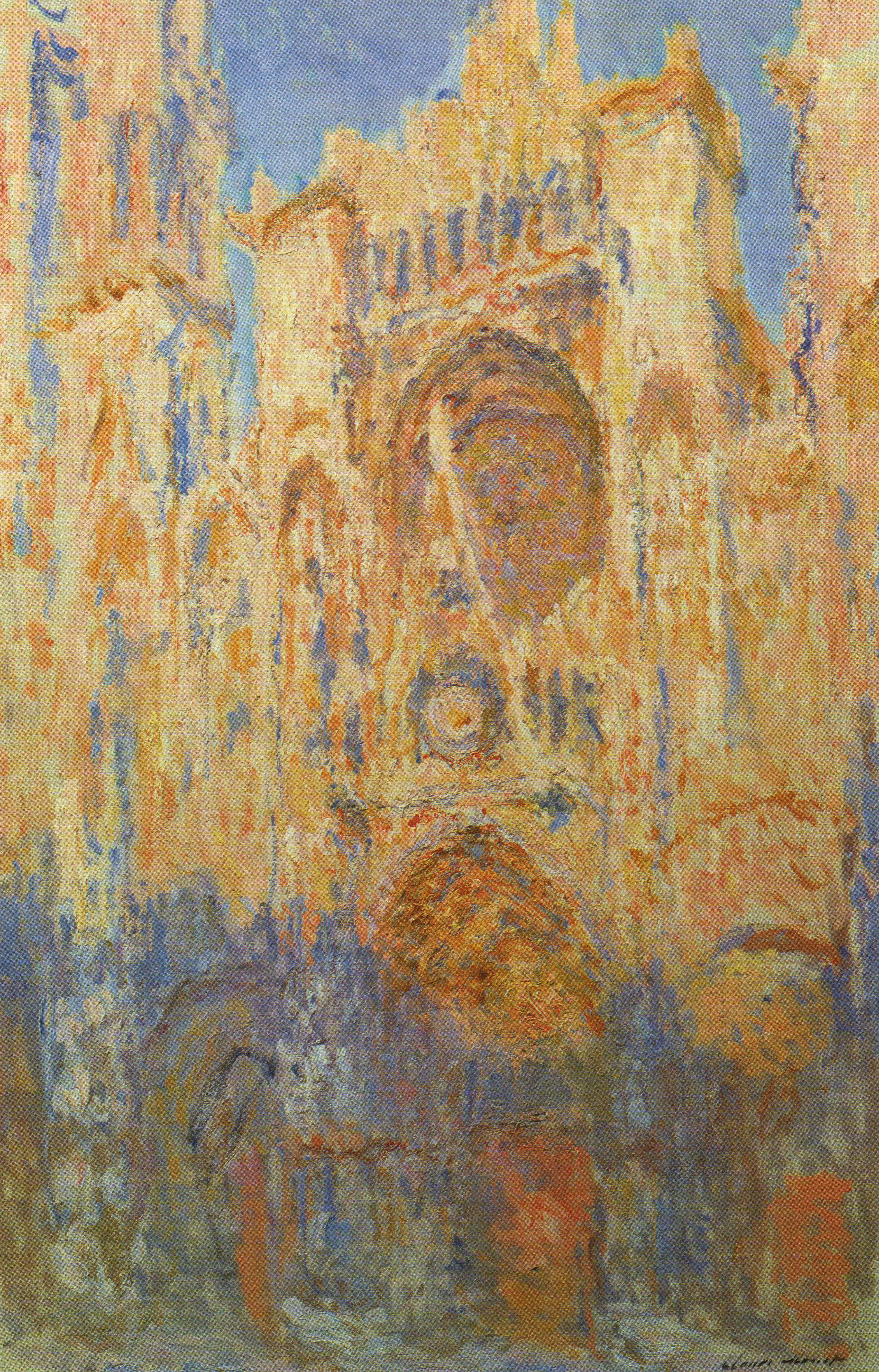
Catedrala din Rouen, 1894
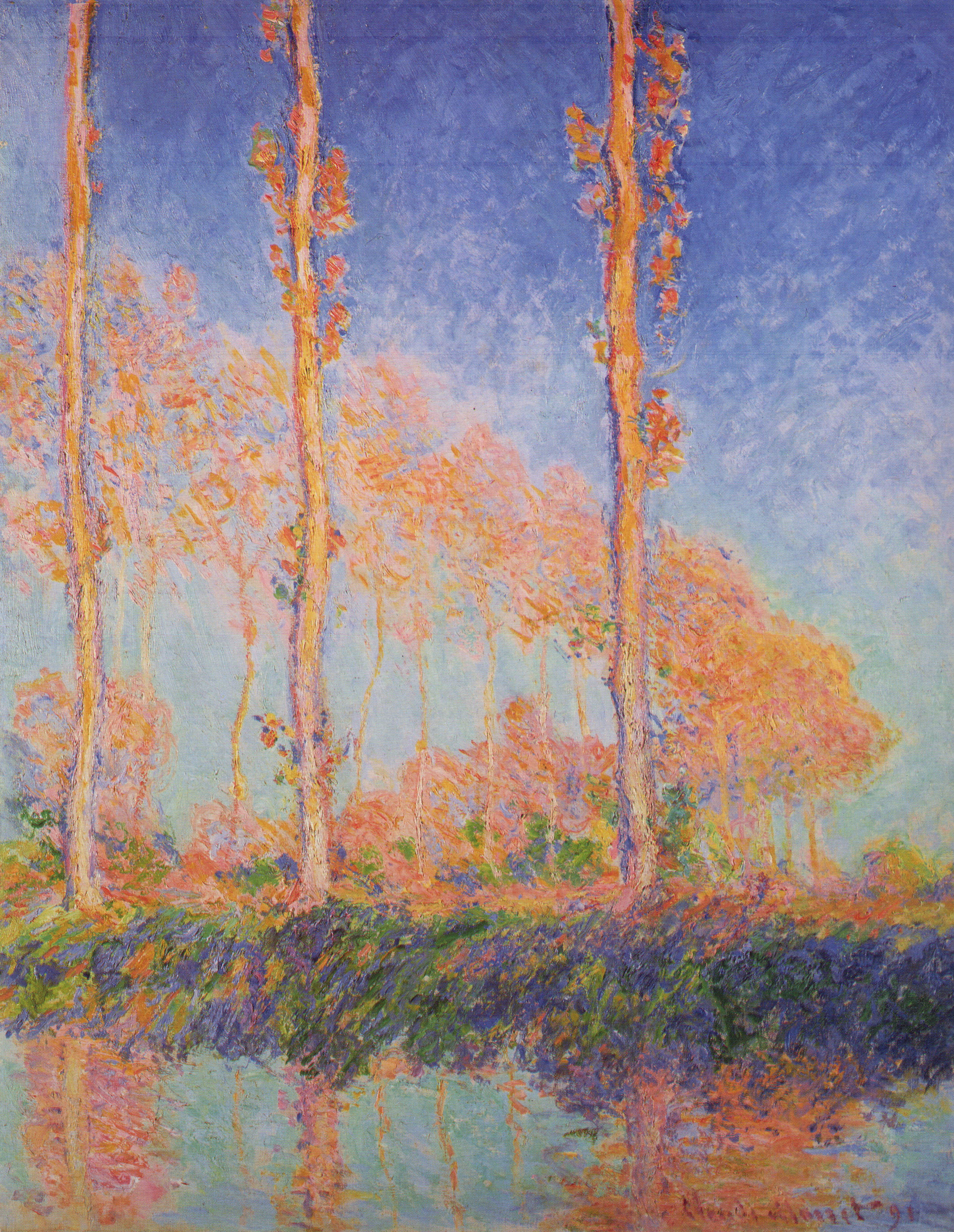
Plopii, 1891